# Spirobolellus chrysoproctus
Spirobolellus chrysoproctus är en mångfotingart som beskrevs av Pocock 1894. Spirobolellus chrysoproctus ingår i släktet Spirobolellus och familjen slitsdubbelfotingar. Inga underarter finns listade i Catalogue of Life.